# The “Chirping” Crickets
Az 1957-es The “Chirping” Crickets a Buddy Holly által vezetett amerikai The Crickets debütáló nagylemeze. Az Egyesült Királyságban 1958-ban jelent meg. 2004-ben bónuszdalokkal ellátott új kiadást élt meg.
Az album 421. a Rolling Stone magazin által összeállított Minden idők 500 legjobb albuma listán. Szerepel az 1001 lemez, amit hallanod kell, mielőtt meghalsz című könyvben.

## Az album dalai

### Első oldal
|    | Cím             | Szerző(k)                               | Hossz |
| -- | --------------- | --------------------------------------- | ----- |
| 1. | Oh, Boy!        | Norman Petty, Bill Tilghman, Sonny West | 2:07  |
| 2. | Not Fade Away   | Buddy Holly, Petty                      | 2:21  |
| 3. | You've Got Love | Roy Orbison, Johnny Wilson, Petty       | 2:05  |
| 4. | Maybe Baby      | Holly, Petty                            | 2:01  |
| 5. | It's Too Late   | Chuck Willis                            | 2:22  |
| 6. | Tell Me How     | Jerry Allison, Holly, Petty             | 1:58  |

### Második oldal
|     | Cím                              | Szerző(k)                  | Hossz |
| --- | -------------------------------- | -------------------------- | ----- |
| 7.  | That'll Be the Day               | Allison, Holly, Petty      | 2:14  |
| 8.  | I'm Looking for Someone to Love  | Holly, Petty               | 1:56  |
| 9.  | An Empty Cup (And a Broken Date) | Orbison, Petty             | 2:11  |
| 10. | Send Me Some Lovin               | John Marascalco, Leo Price | 2:33  |
| 11. | Last Night                       | Joe B. Mauldin, Petty      | 1:53  |
| 12. | Rock Me My Baby                  | Susan Heather, Shorty Long | 1:47  |

## Közreműködők

### Buddy Holly and The Crickets
- Buddy Holly – ének, szólógitár; akusztikus gitár az It's Too Late számon, háttérvokál a Not Fade Away számon
- Jerry Allison – dobok; ütőhangszerek és háttérvokál a Not Fade Away számon
- Joe B. Mauldin – nagybőgő, kivéve a That'll Be the Day és I'm Looking for Someone to Love számokat
- Niki Sullivan – ritmusgitár (3,4,6,9,10,12) és háttérvokál (2,7,8)

### További közreműködők
- Larry Welborn – nagybőgő a That'll Be the Day és I'm Looking for Someone to Love számokon
- The Picks (Bill Pickering, John Pickering and Bob Lapham) - háttérvokál, kivéve a Not Fade Away, That'll Be the Day és I'm Looking for Someone to Love számokat
- Ramona and Gary Tollett – háttérvokál a That'll Be the Day és I'm Looking for Someone to Love számokon

## Helyezések

### Album
| Év   | Lista           | Helyezés |
| ---- | --------------- | -------- |
| 1968 | UK Album Charts | 5        |

### Kislemezek
| Év   | Kislemez           | Helyezés      | Helyezés    | Helyezés         |
| Év   | Kislemez           | Billboard 200 | R&B Singles | UK Singles Chart |
| ---- | ------------------ | ------------- | ----------- | ---------------- |
| 1957 | That'll Be the Day | 1             | 2           | 1                |
| 1958 | Oh Boy             | 10            | 13          | 3                |